# STS-7

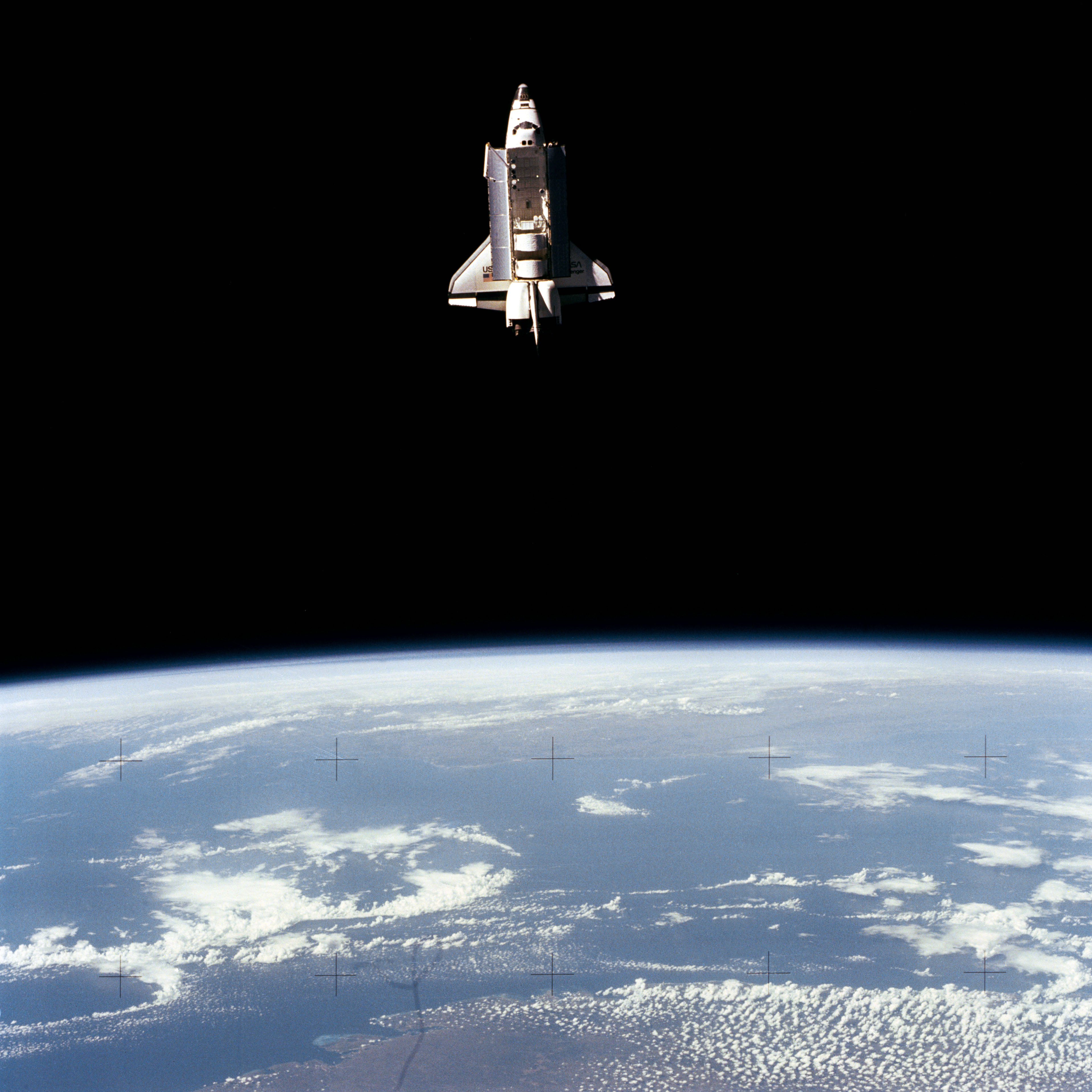
Challenger, как сфотографировали со спутника Спас-1 на 22 июня 1983

STS-7 — второй космический полёт МТКК «Челленджер», седьмой полёт по программе «Спейс шаттл».

## Экипаж
- Роберт Криппен (2) (англ. Robert Laurel Crippen) — Командир
- Фредерик Хаук (1) (англ. Frederick Hamilton "Rick" Hauck) — Пилот
- Джон Фабиан (1) (англ. John McCreary Fabian) — Специалист  по программе полёта 1
- Салли Райд (1) (англ. Sally Kristen Ride) — Специалист  по программе полёта 2
- Норман Тагард (1) (англ. Norman Earl Thagard) — Специалист по программе полёта 3

Первый в мире экипаж из 5 человек. Впервые женщина на борту американского корабля.

## Параметры полёта
- Вес:
  - Вес при старте: 113,025 кг
  - Вес при приземлении: 92,550 кг
  - Полезная нагрузка: 16,839 кг
- Перигей: 299 км
- Апогей: 307 км
- Наклонение: 28,3°
- Период обращения: 90.6 мин

## Описание полёта

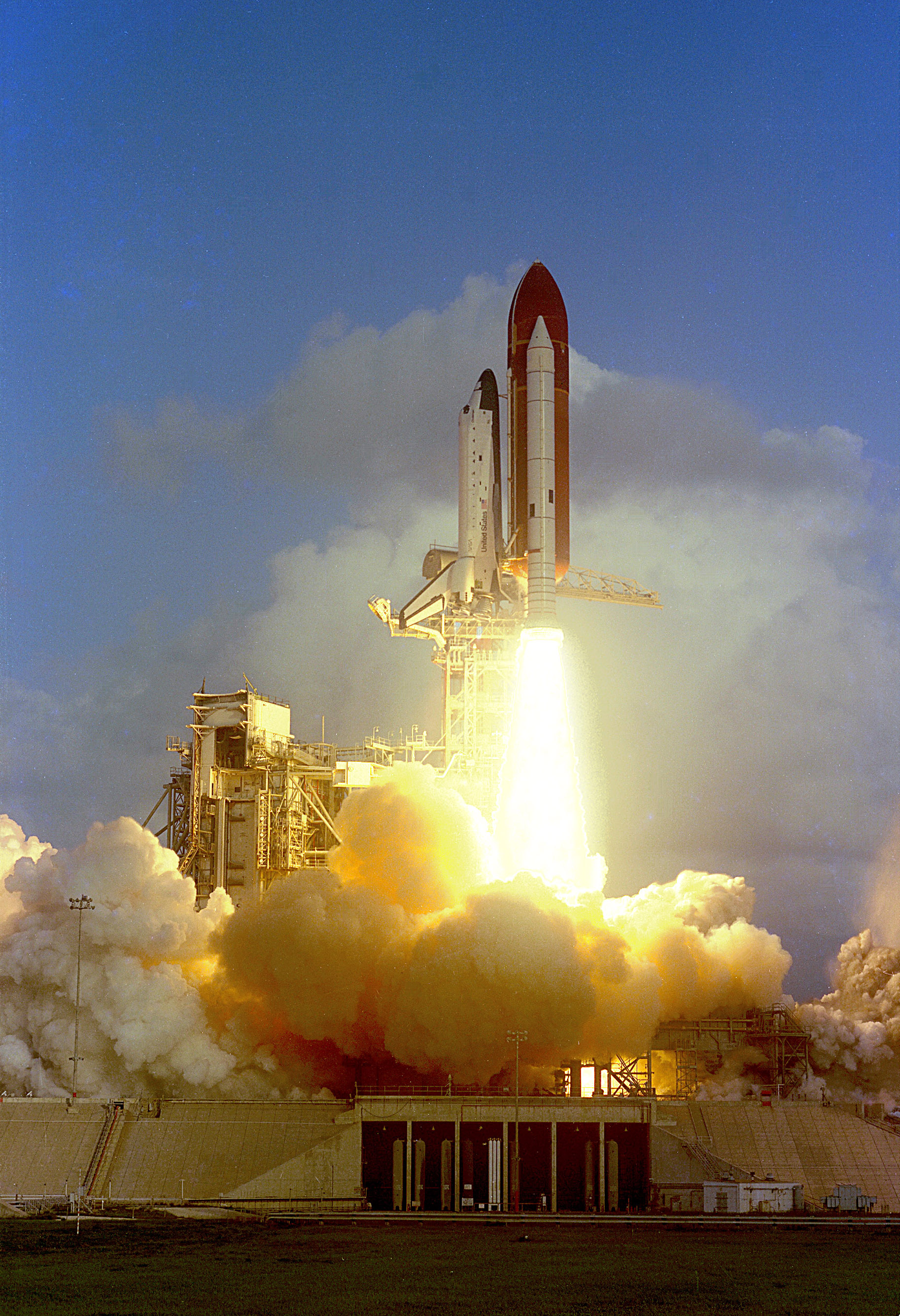
Второй запуск Challenger
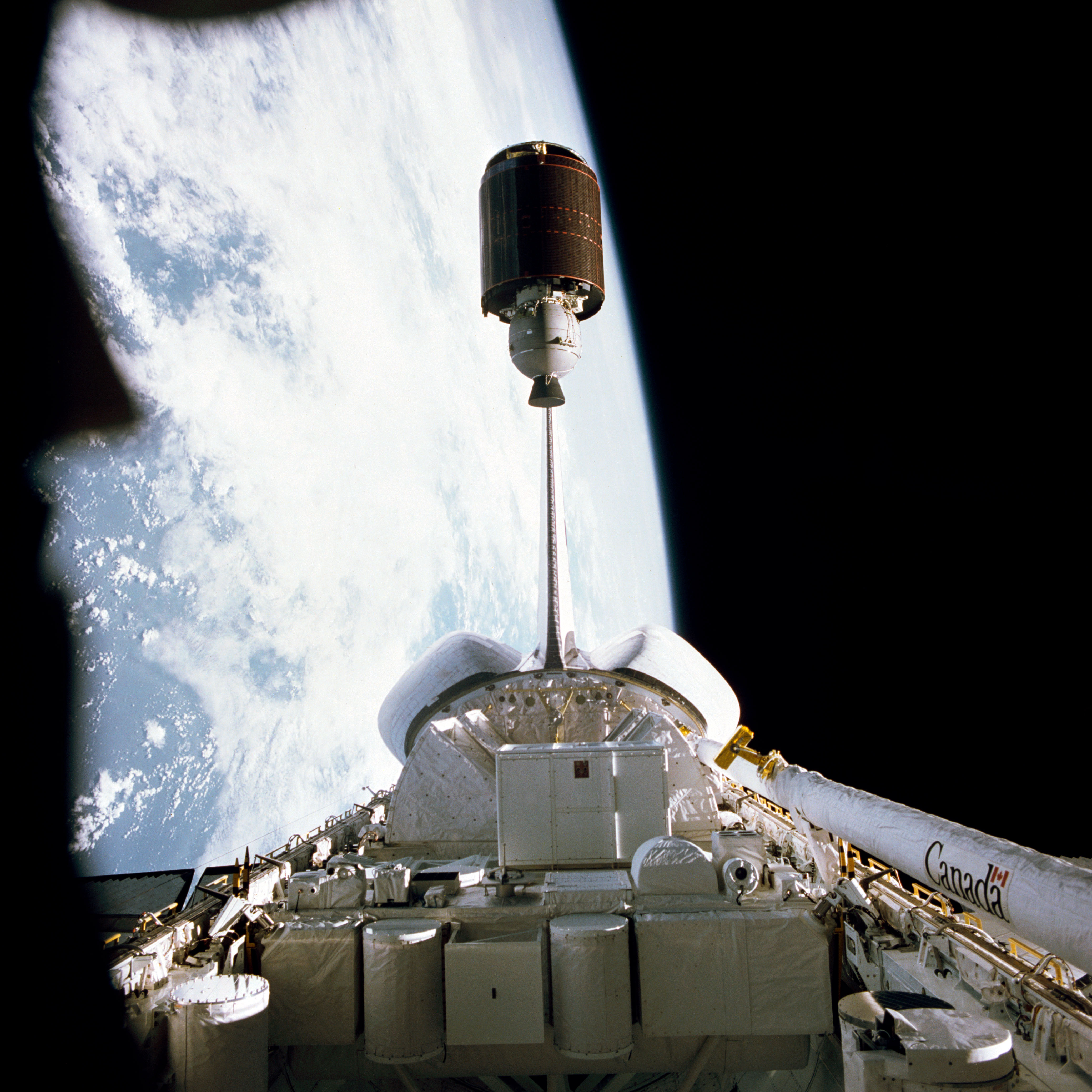
Развертывание Palapa B1
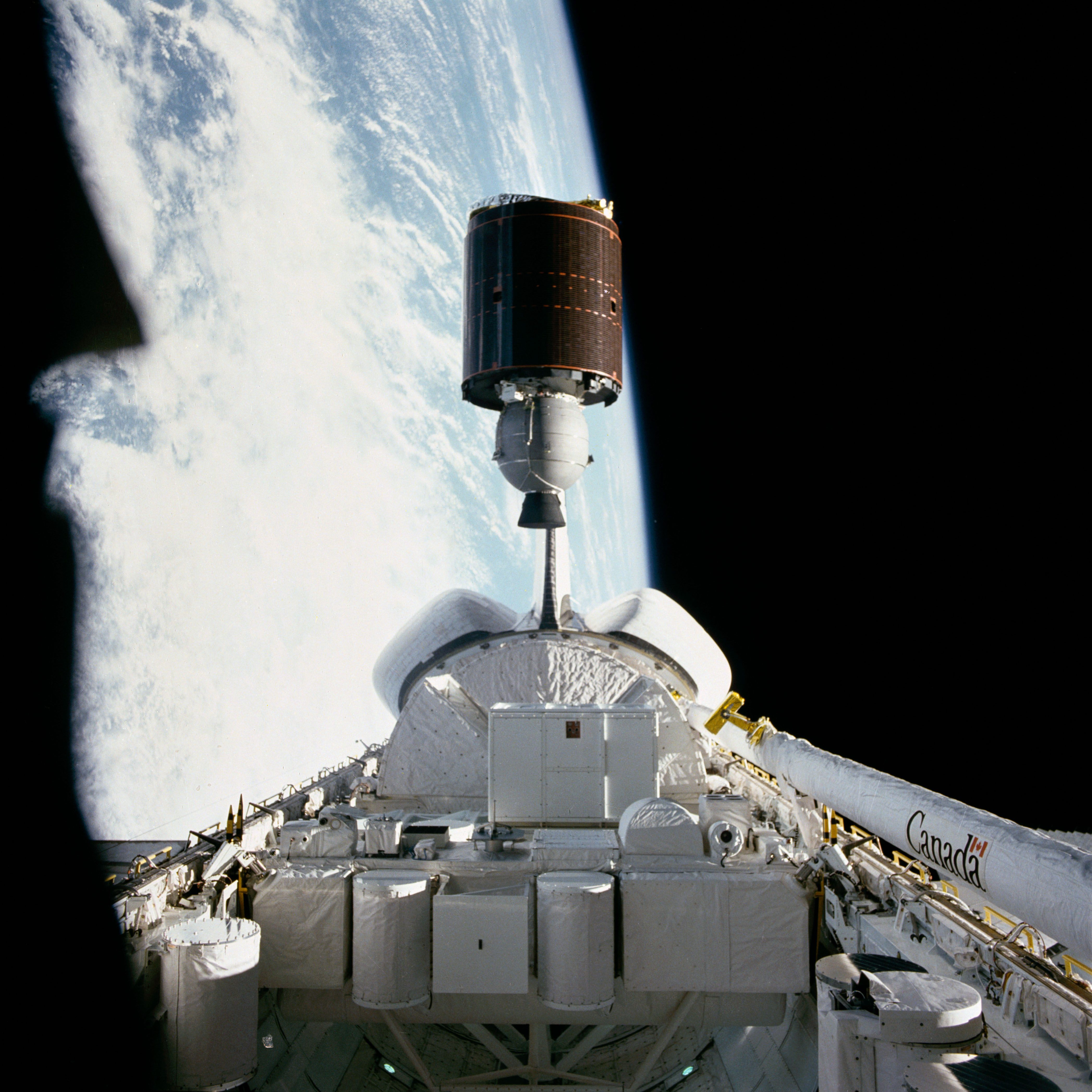
Развертывание Anik C2
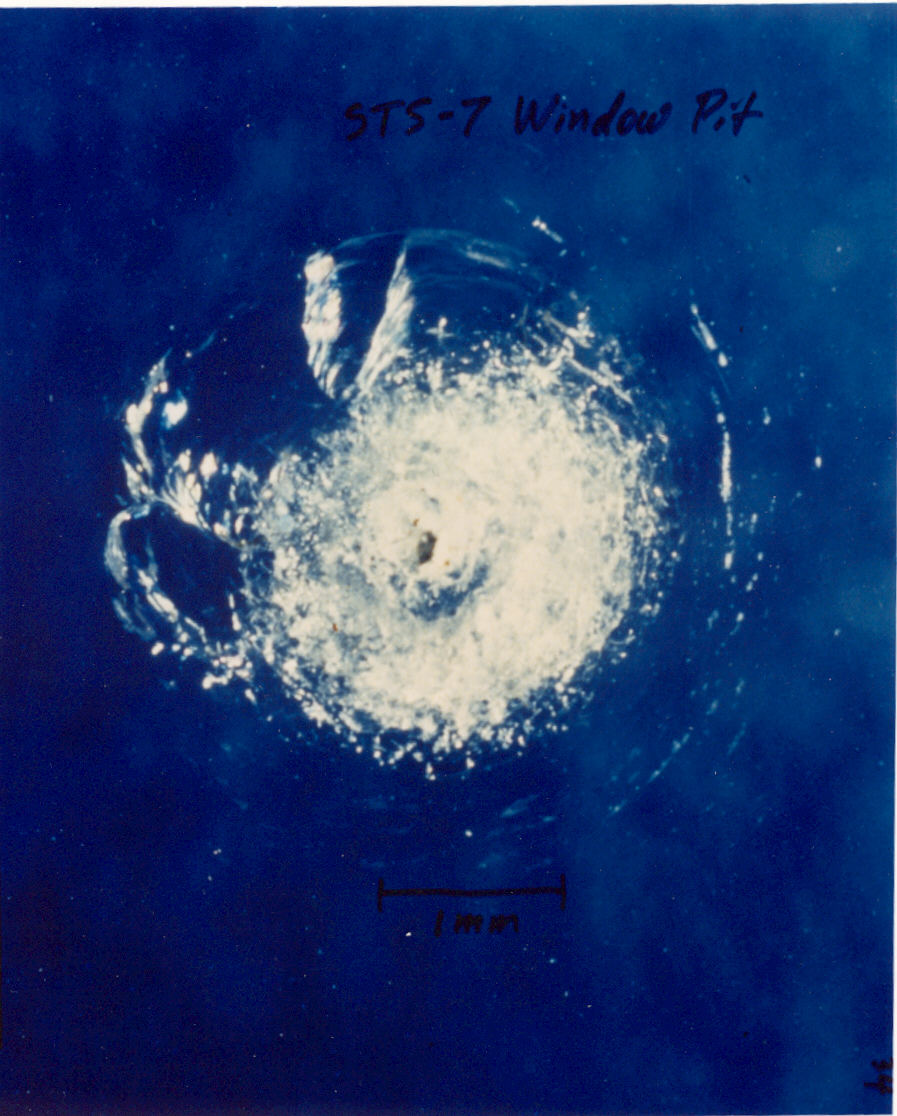
Выбоина на иллюминаторе, оставленная частицей космического мусора
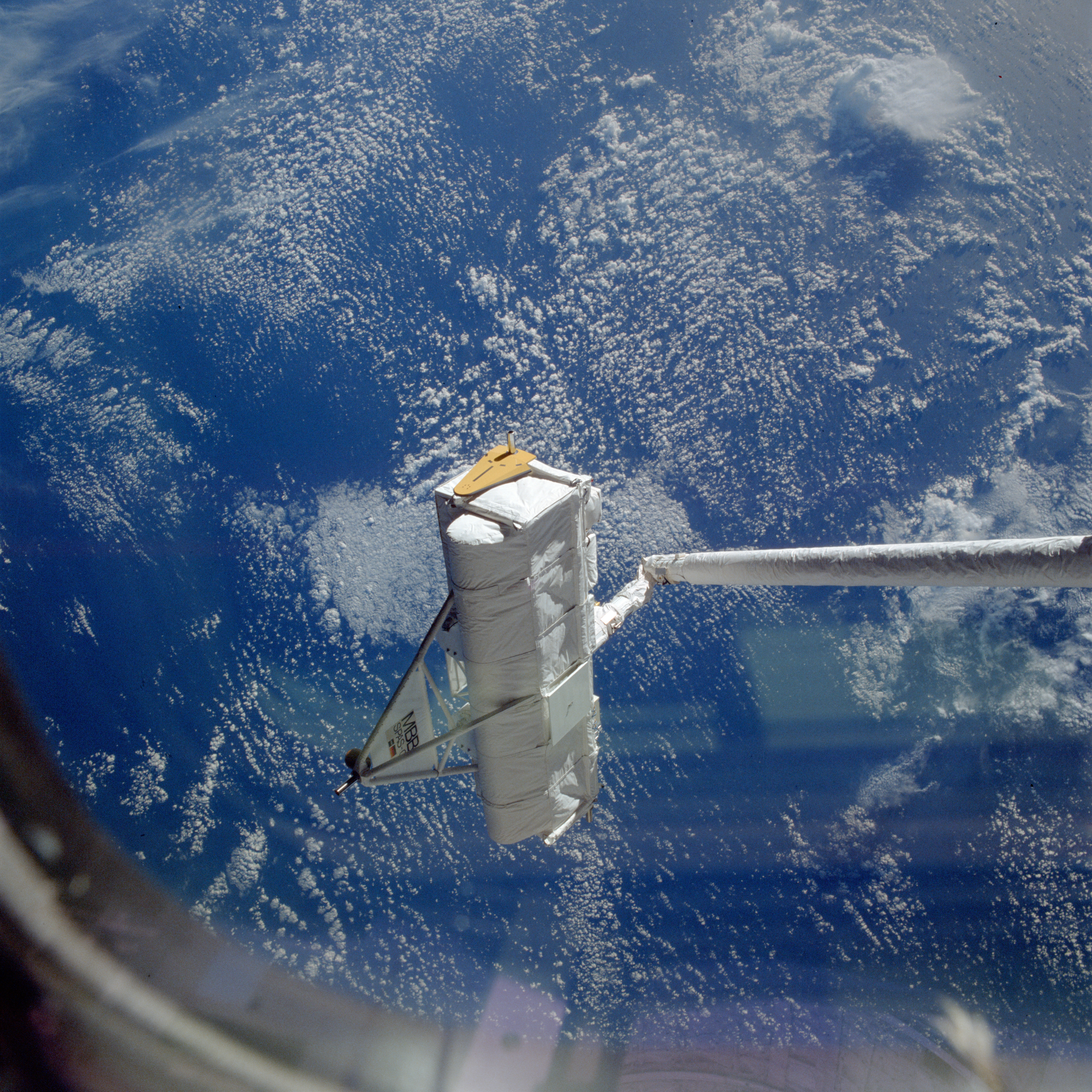
SPAS-1, зацепленный манипулятором RMS